# Homer Simpson in: "Kidney Trouble"
Homer Simpson in: "Kidney Trouble", llamado Homer Simpson en: problemas de riñón en España y Homero Simpson en: problemas renales en Hispanoamérica, es un episodio perteneciente a la décima temporada de la serie animada Los Simpson, emitido originalmente el 6 de diciembre de 1998. El episodio fue escrito por John Swartzwelder y dirigido por Mike B. Anderson.

## Sinopsis
Todo comienza cuando la familia visita una "ciudad fantasma" del viejo oeste de Estados Unidos, que había sido remodelada para convertirla en una atracción turística. Sin embargo, en medio del viaje el motor del coche se avería enfrente del asilo, y el Abuelo, quien estaba allí presente, se acerca al vehículo dañado haciéndole recordar al resto de la familia que olvidaron su cumpleaños, lo que termina espantando a Homer aunque de todas formas deciden llevarlo con ellos para compensárselo.
Entonces la familia entera llega al pueblo y mientras el resto visita las demás atracciones, el Abuelo entra al bar del lugar, toma demasiada zarzaparrilla y, cuando es la hora de irse, debe ir al baño de inmediato. Sin embargo, Homer quiere irse rápido de allí, ya que quería mirar un programa de televisión, y se niega a detenerse en un baño público en el camino de vuelta a casa. Como resultado, los riñones del Abuelo explotan. 
El Dr. Hibbert le dice al Abuelo que se habían reducido sus expectativas de vida, a menos que recibiese un trasplante de riñón. Al principio, Homer acepta felizmente ser el donante, pero luego comienza a tener miedo cuando Moe, Lenny y Carl le hacen creer cosas muy exageradas sobre la operación.
Homer, en el hospital y con la operación a punto de comenzar, escapa por la ventana a último momento. Sintiéndose algo culpable, decide irse a vivir en el mar, trabajando en un barco. Cuando ve un barco mercante, capitaneado por el capitán McCallister, sube a bordo de él y el Capitán le presenta a los otros tripulantes, los cuales eran llamados "almas perdidas". El extraño grupo le cuenta a Homer sus historias de por qué estaban allí, y, cuando llega su turno, Homer les relata que había dejado morir a su padre por negarse a donarle un riñón. Los otros, indignados, arrojan a Homer al mar.
Mientras todo esto pasaba, el Abuelo yacía agonizando en la camilla del hospital. Tanto los doctores como el resto de la familia que lo acompañaba intentan animarlo de diferentes formas para que por lo menos pueda pasar sus últimos momentos con vida de la mejor forma posible, sin éxito alguno.
Nuevamente con Homer, cuando es arrastrado hacia la costa, ve a un niño con su padre haciendo un castillo de arena. Al ver lo bien que se llevaban, termina pensando que le hubiera gustado tener una relación así con su padre o con su hijo y, al pensar en él, decide que lo quería lo suficiente como para volver al hospital. Cuando camina sobre la arena, destruye el castillo del niño, quien rompe a llorar. 
En el hospital, Homer se prepara para ser operado, pero, nuevamente se arrepiente a último momento. Cuando escapa por la ventana de la habitación, corre hacia la calle, en donde es atropellado por un coche que se salió del camión que detuvo. Luego de esto, despierta en el hospital, en donde estaba a salvo, pero vendado y enyesado. En un momento, ve a su padre, completamente sano, en la habitación. Al principio piensa que el Abuelo se había recuperado por un milagro, pero luego el Dr. Hibbert le revela que, mientras le acomodaba los huesos rotos, le había sacado un riñón para trasplantárselo a su padre. Homer se enoja al saber esto y reclama su otro riñón, pero luego su familia lo consuela, ya que había hecho algo muy bueno. Finalmente, Homer abraza a Bart y tantea uno de sus riñones haciéndole cosquillas, lo que al principio el niño encuentra gracioso, para después incomodarse al darse cuenta de que en el futuro podría ser trasplantado de él.